# 北九州市科学館
北九州市科学館（きたきゅうしゅうしかがくかん、英語: Kitakyushu City Science Museum）は、福岡県北九州市八幡東区東田のTHE OUTLETS KITAKYUSHUにある北九州市立の科学館である。愛称は「スペースLABO」。

## 概要
1960年から営業していた北九州市立児童文化科学館は施設の老朽化が進み、北九州市が建て替えを検討していた。建て替えに際しては、桃園公園内（現地）で建て替える案と、小倉都心部や東田地区へ移転する案があり、それぞれを比較・検討した結果、東田地区は徒歩圏にJRの駅があり、高速道路からのアクセスも良く、周辺施設との相乗効果も期待できることから、2018年2月8日に、科学館を東田地区に移転した上で建て替える方針を正式に決定し、北九州市議会保健病院委員会に報告した。また、東田地区内の移転先の候補としては北九州市立いのちのたび博物館の駐車場や北九州イノベーションギャラリーの隣接地、2017年12月31日の営業をもって閉園したスペースワールドの跡地の3つが上がっていたが、候補地のうち駅から最も近く、市民の利便性が高いこと、イオンモール八幡東に隣接する新施設（のちのTHE OUTLETS KITAKYUSHU）から客を取り込める可能性が高いこと、民間活力の導入にあたって有利であることを理由に、2019年2月25日、北九州市はスペースワールドの跡地に移転させる方針を発表した。移転に伴い北九州市立児童文化科学館は2021年12月26日に閉館し、翌年4月28日に「北九州市科学館（スペースLABO）」として移転・開館した。
愛称である「スペースLABO」は公募によって決定した。1445件の応募の中から愛称候補選定会議により「スペースLABO」「みらいのたび科学館」「Qurio」の3候補に絞り込まれた後、その3候補を対象に北九州市立の小・中・特別支援学校の児童・生徒による投票が行われ、半数以上の票を得た「スペースLABO」が選定された。「スペース」は新科学館の核となるプラネタリウムと繋がる「宇宙（スペース）」やスペースワールドの跡地であることを意味し、実験室を意味する「LABO」と組み合わせて、体験・体感する場所（スペース）であることを表現している。

## 施設概要
北九州市科学館は3階建てで「フシギがれ！」をコンセプトにした体験・体感型施設。竜巻の尺度を考案した北九州市出身の気象学者、藤田哲也の功績をたたえたコーナーや、国内最大・高さ約10mの大型竜巻発生装置で竜巻が発生する様子を観察できるコーナーの他、光の屈折や音が伝わる速さなど、身近な科学現象も体験しながら学ぶことができる。2階「サイエンスLABO」には北九州市立児童文化科学館でも人気を博した「不思議な鏡」「ルパンウォーク」「ウインドシミュレーター」がリニューアルの上で継承されている他、3階のプラネタリウムフロアの展示室には、「月の石」や「アポロ司令船」などをはじめ、スペースワールドの宇宙博物館に展示されていた展示物が継承・展示されている。
プラネタリウムは五藤光学研究所による業務委託での運営、館長は川村康文（東京理科大学教授）である。

## 別館
東田第一高炉史跡広場と道路を隔てた向かい側（歩道橋で相互直結）にスペースLABO ANNEXがある。スペースLABOの別館扱いではあるが、展示物があるミュージアムではなく、科学館主催の講演会やワークショップの会場として使われている。
また、館内の一角が世界遺産「明治日本の産業革命遺産 製鉄・製鋼、造船、石炭産業」の構成資産である八幡製鉄所に関するガイダンスセンターとなっている。

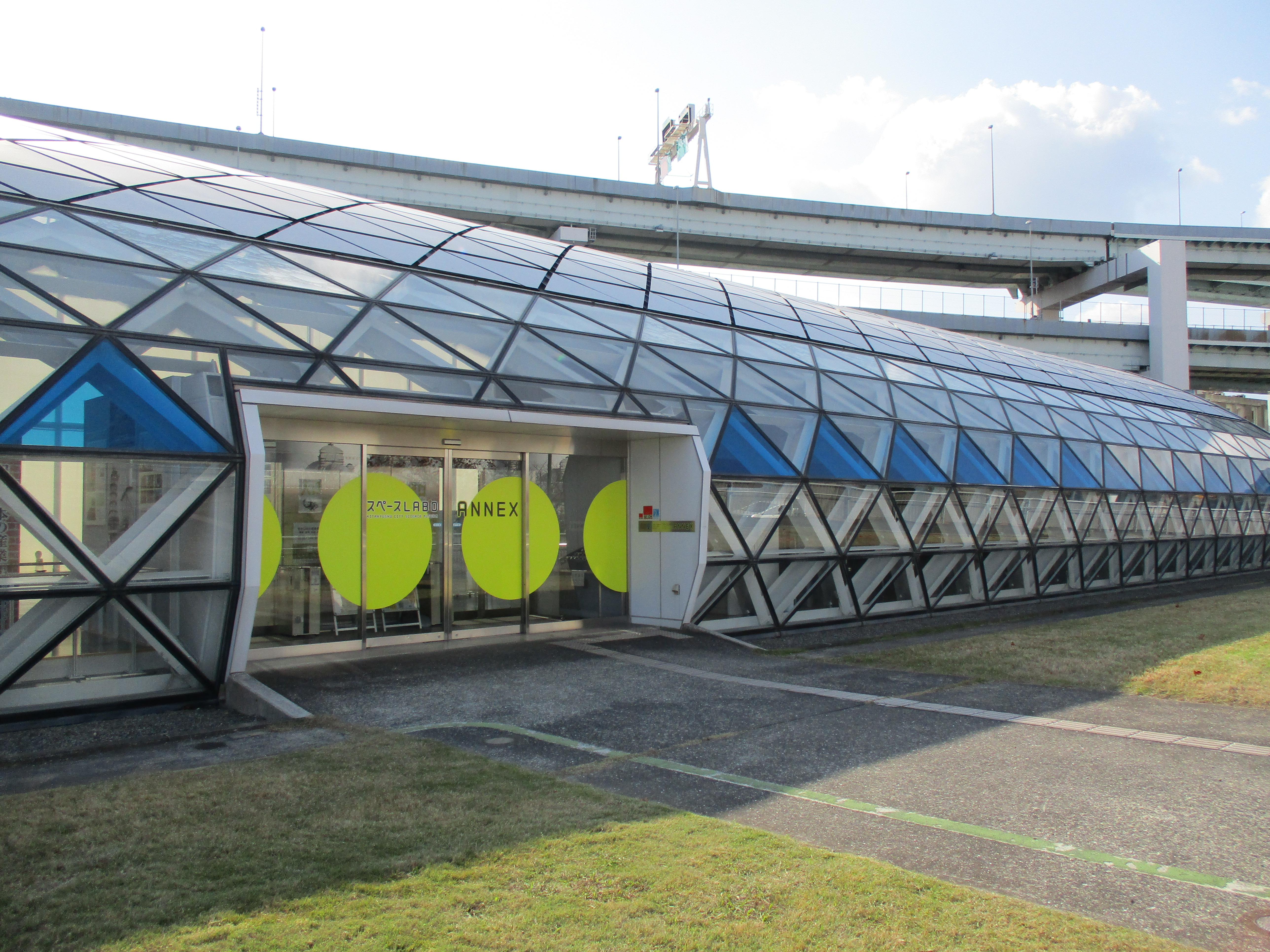
スペースLABO ANNEX
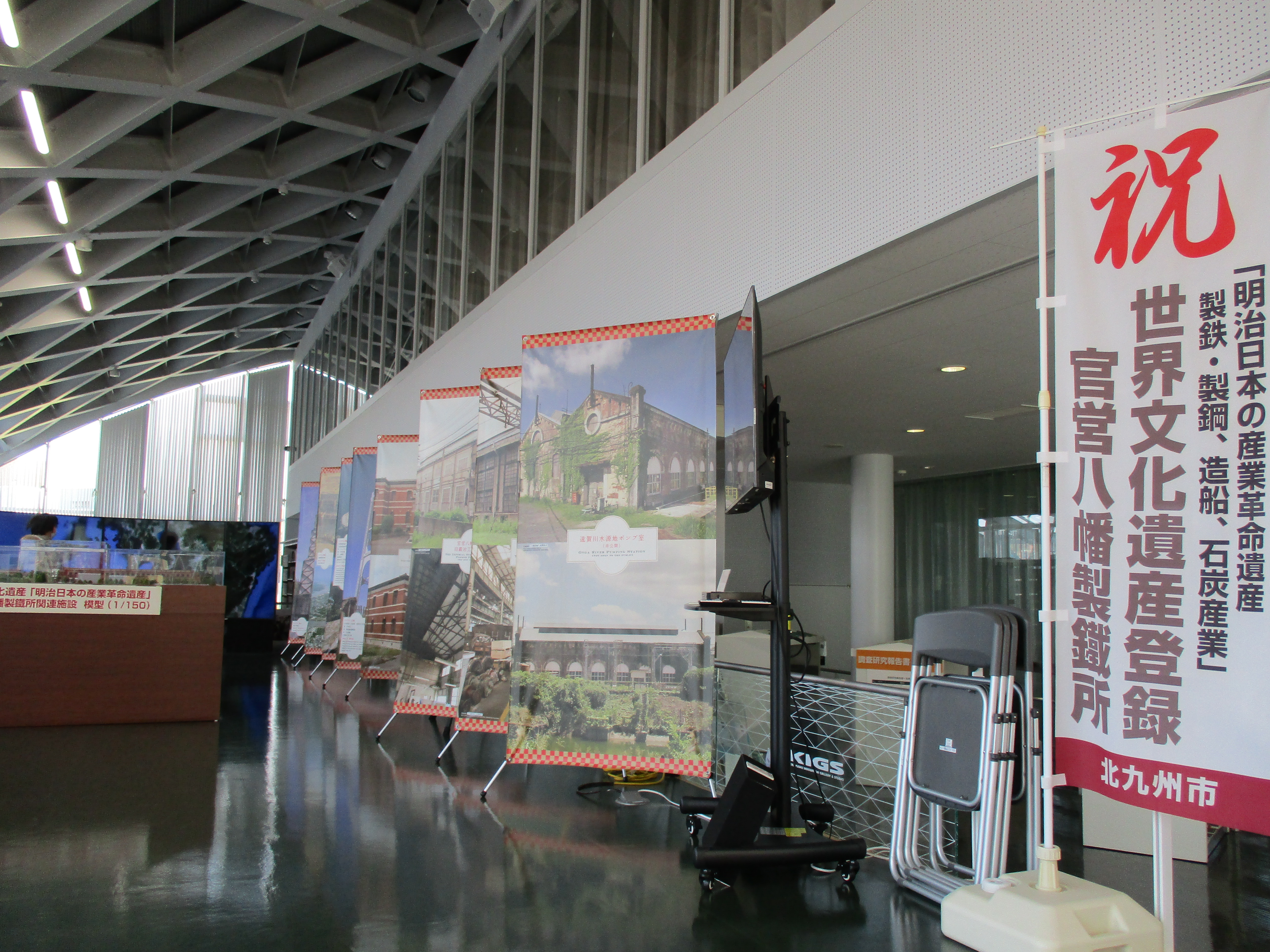
世界遺産ビジターセンター